# Creußen
Creußen est une ville de Bavière (Allemagne), située dans l'arrondissement de Bayreuth, dans le district de Haute-Franconie. La ville est connue pour sa production de grès.

Grès de Creußen
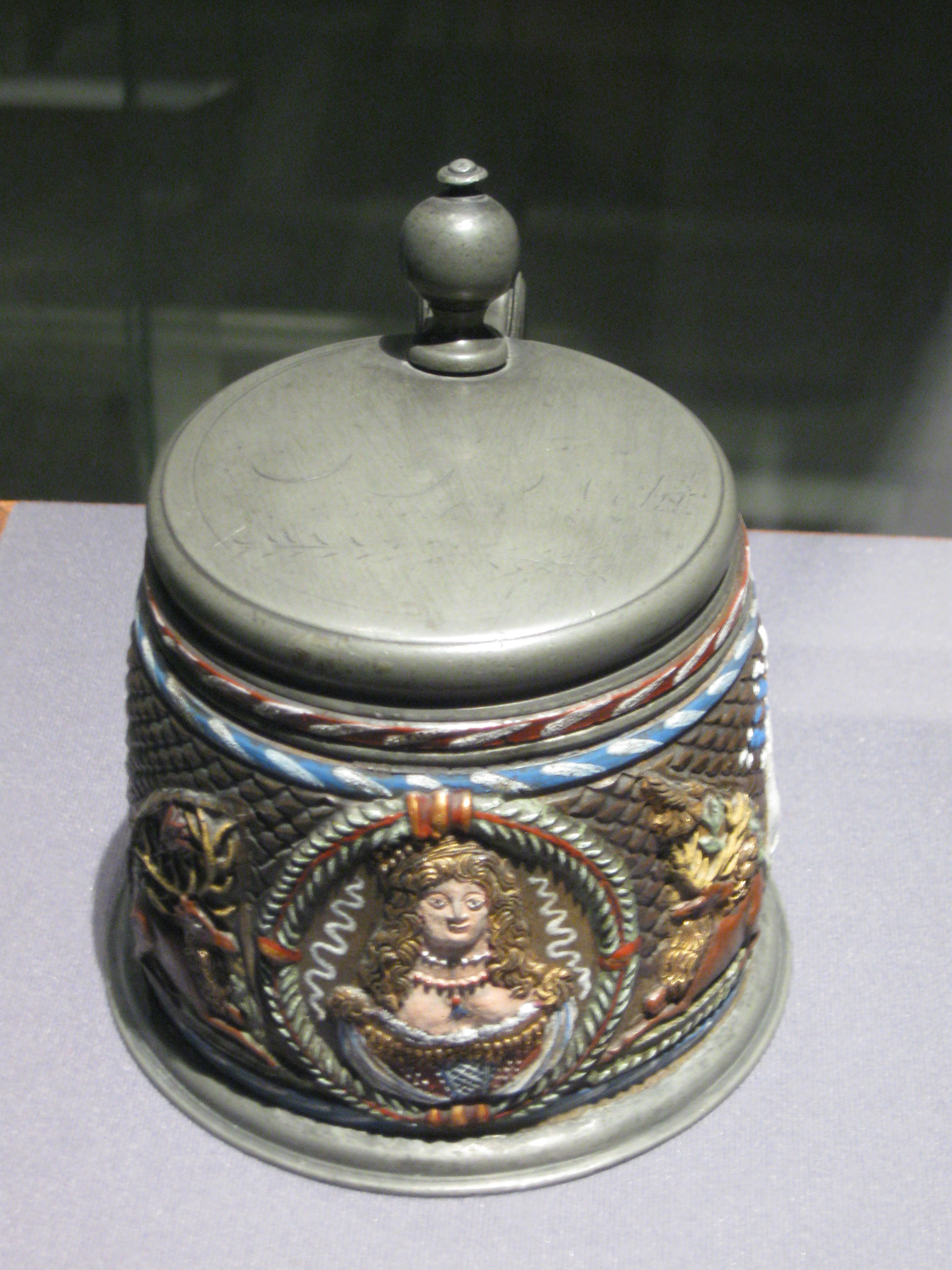
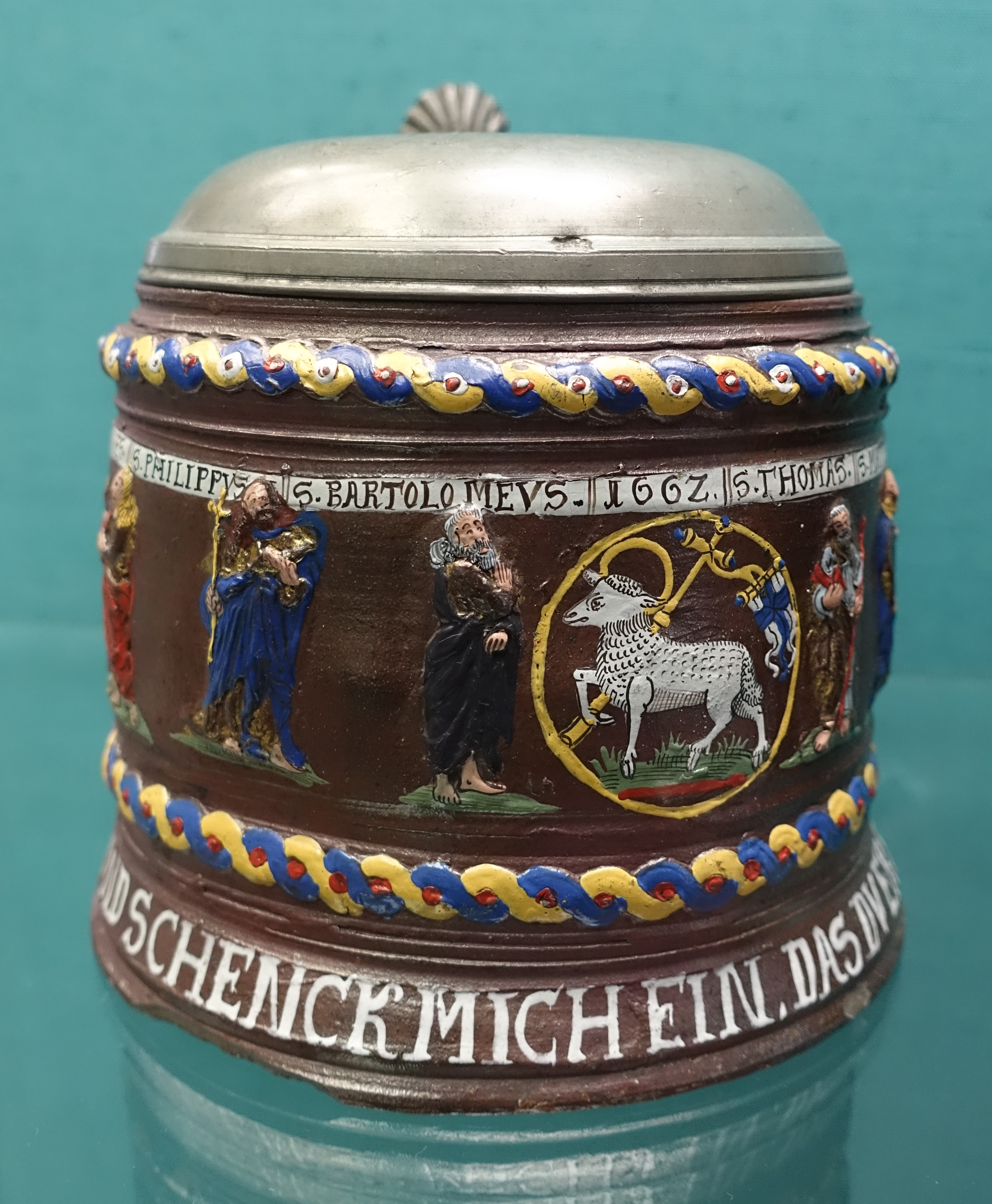
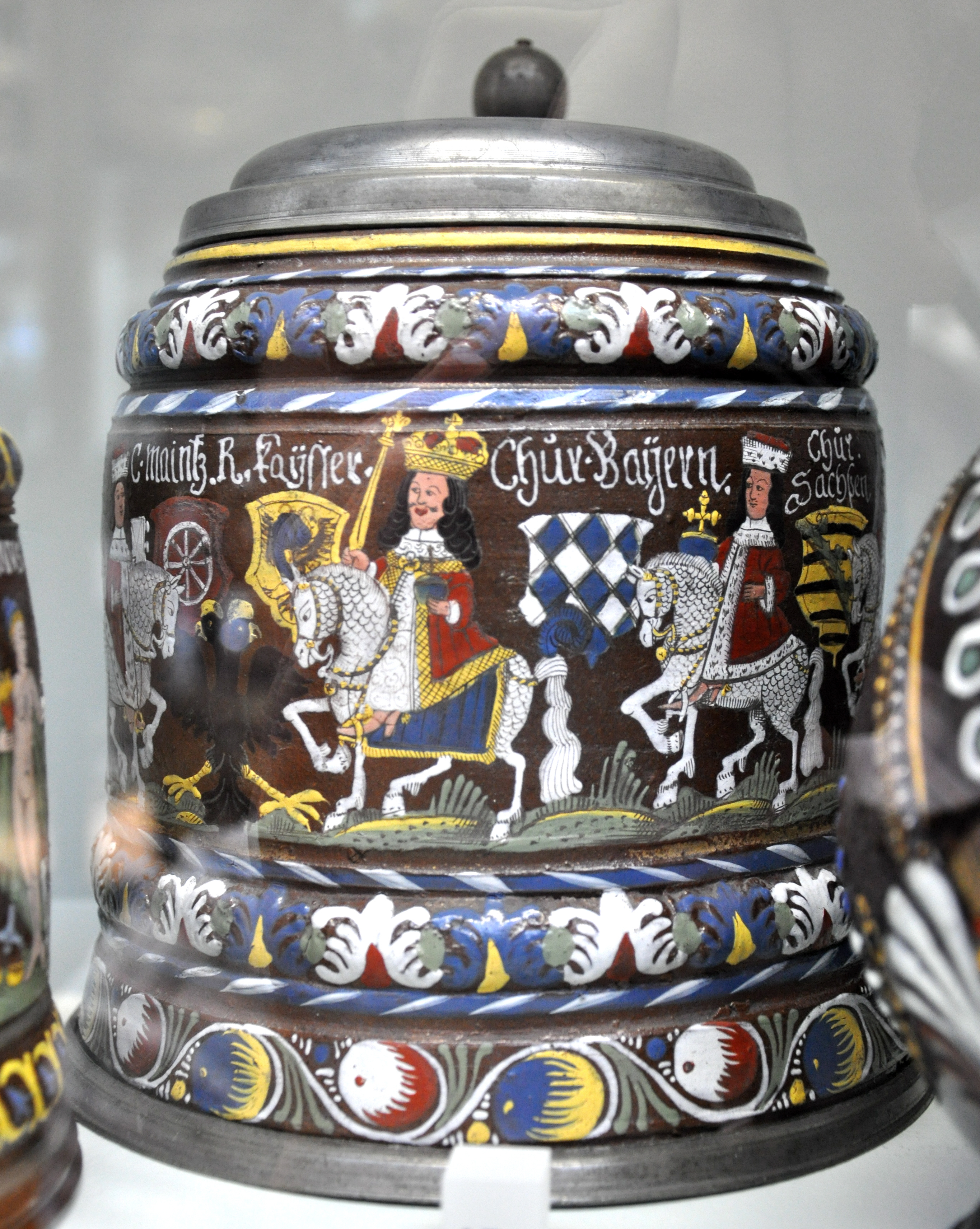
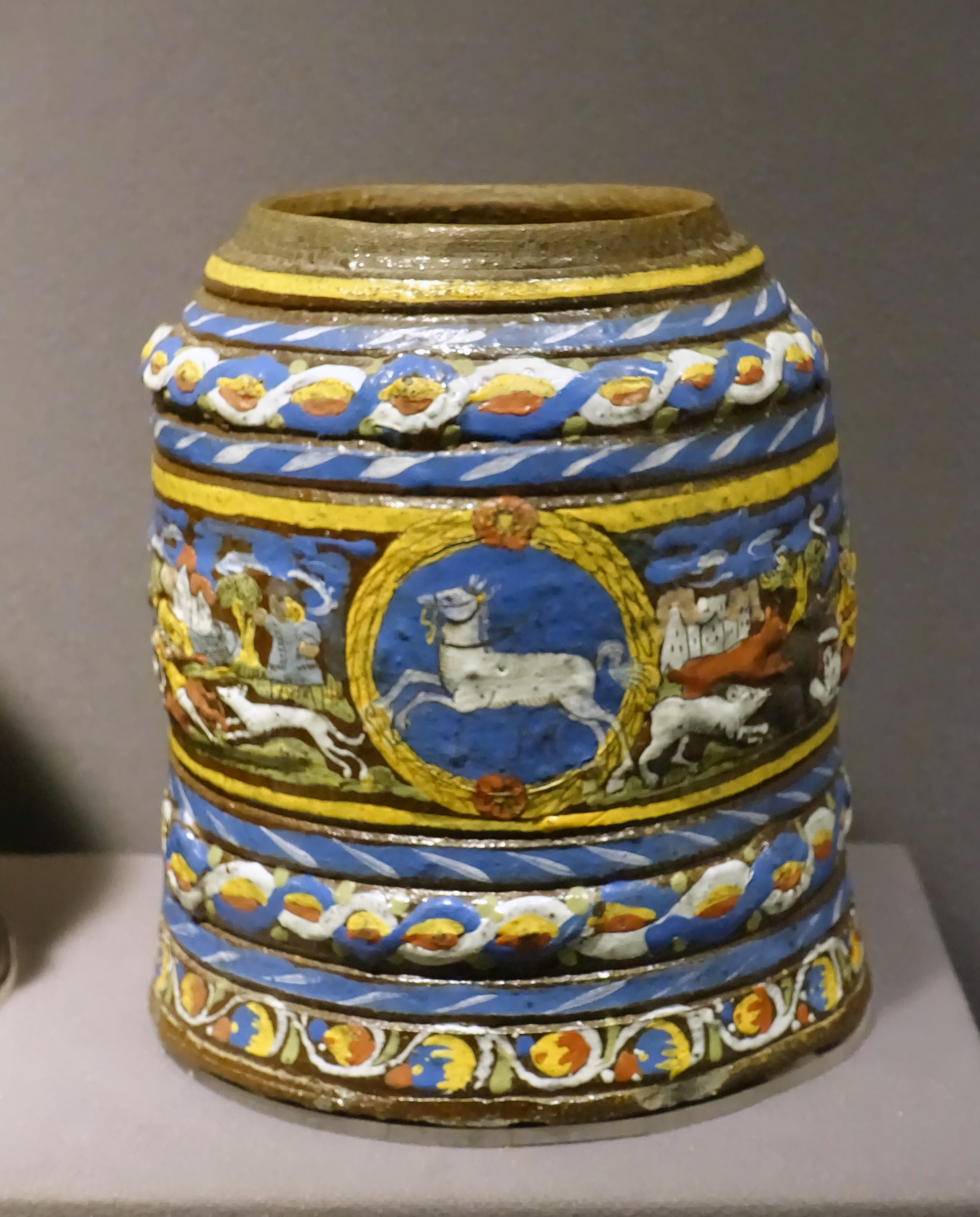
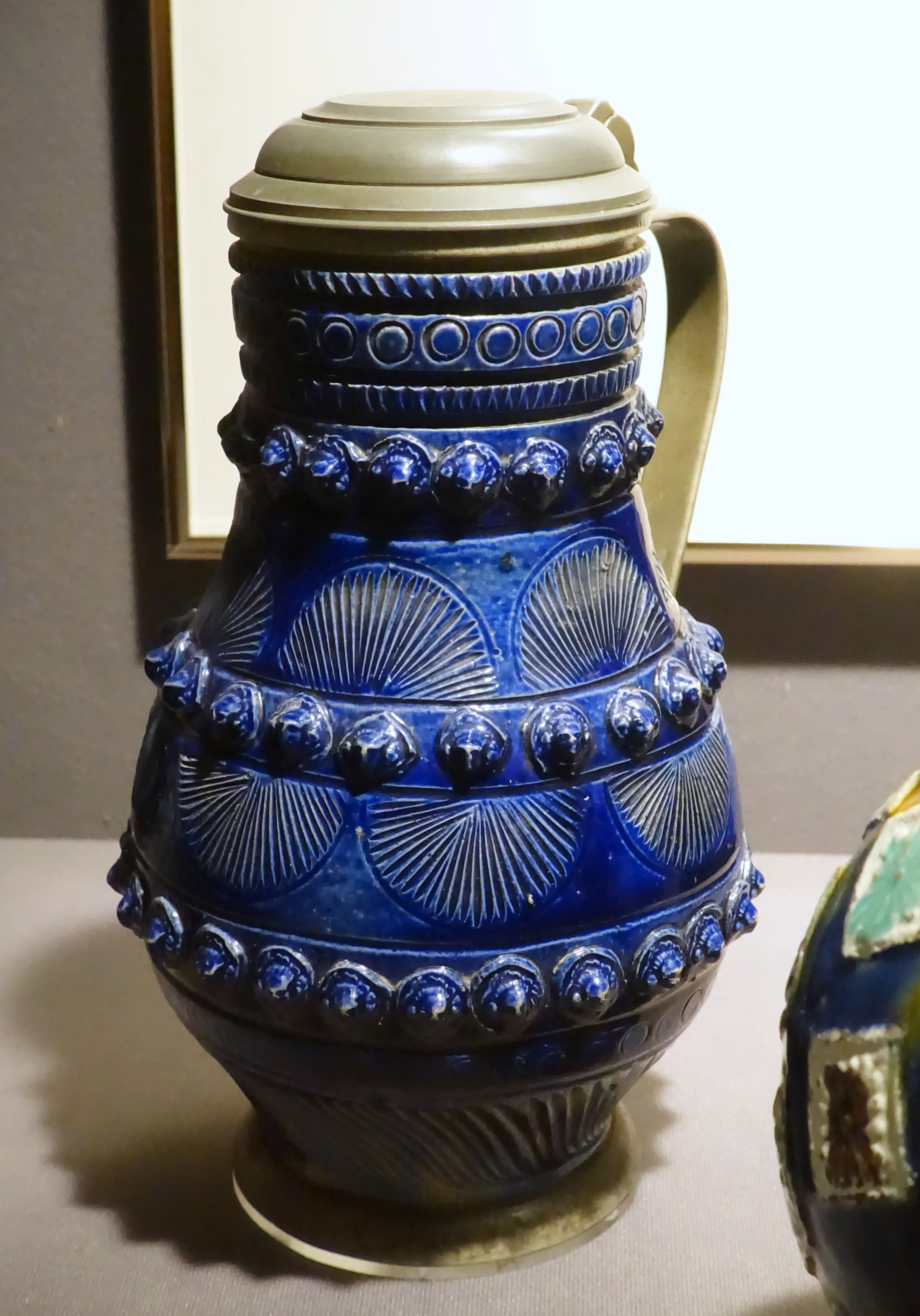